# Groß Buckow
Groß Buckow, niedersorbisch Bukow, war eine eigenständige Gemeinde und wurde in den Jahren 1984/85 vollständig devastiert. 547 Einwohner mussten vor der Abbaggerung umsiedeln.

Messtischblatt 2474 – Komptendorf – von 1903, Ausschnitt Groß Buckow

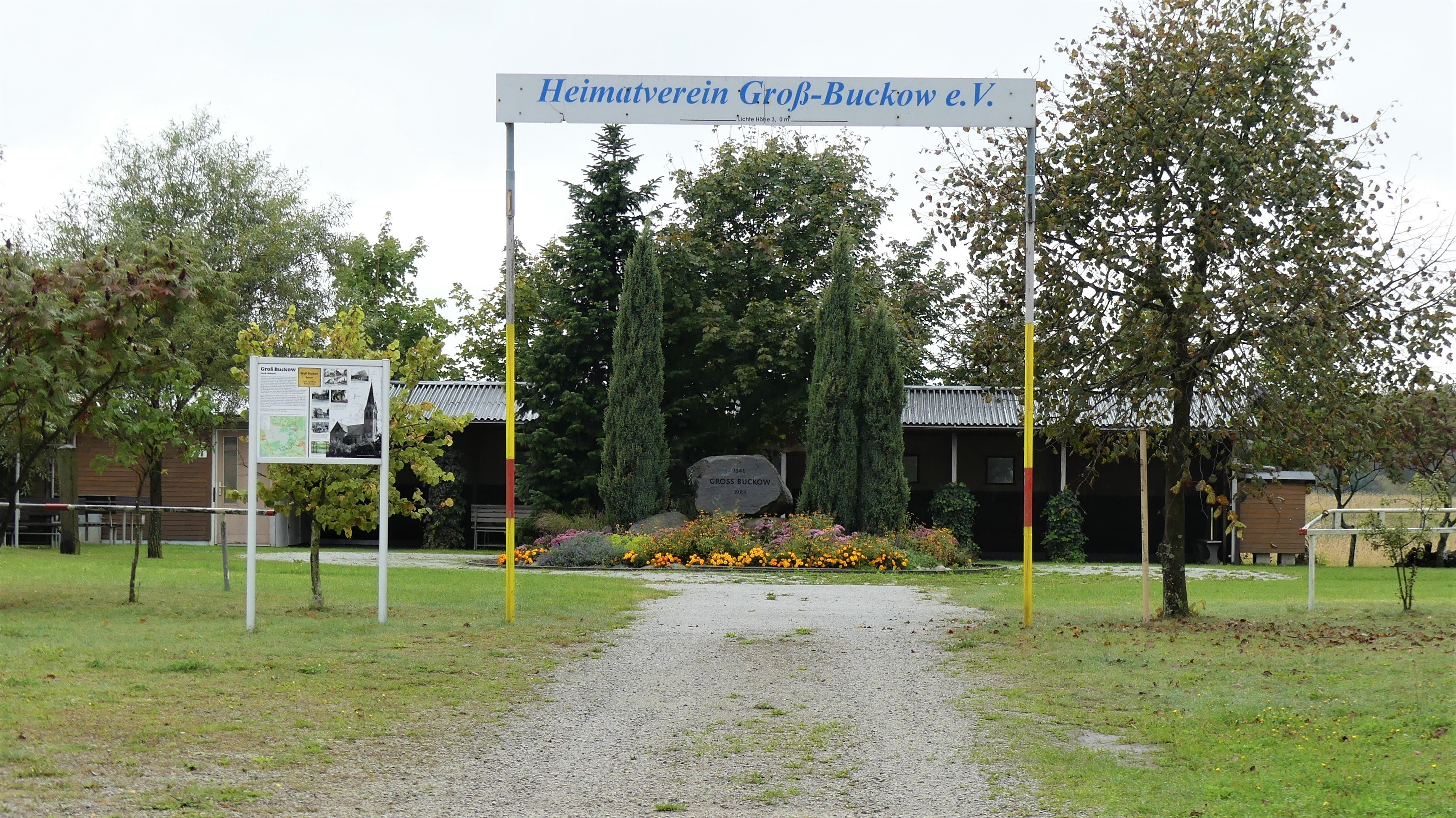
Erinnerungsstätte an Groß Buckow 2017

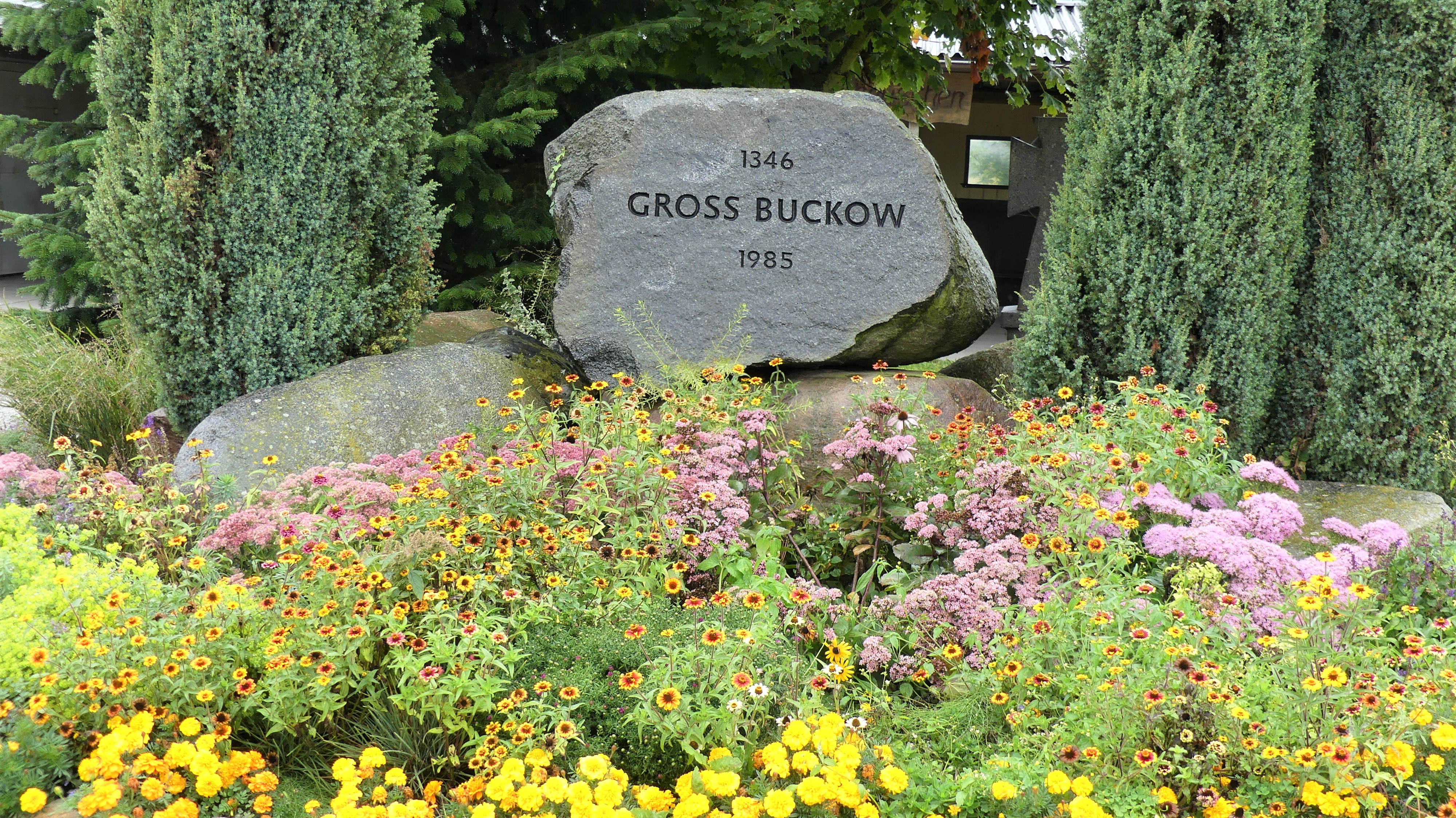
Gedenkstein an der Stelle der abgebrochenen Kirche

## Lage
Groß Buckau lag bis zu seiner Devastierung durch den Tagebau Welzow-Süd in der Niederlausitz nordwestlich von Spremberg. Das Dorf war ursprünglich von Sümpfen, Seen und Mischwäldern umgeben. Fischzucht und Landwirtschaft waren bestimmende Erwerbszweige.

## Geschichte
Das Dorf wurde im Jahr 1346 erstmals urkundlich erwähnt. Alte Chroniken berichten, dass es im Jahr 1542 eine Heuschreckenplage und 1585 eine Pestepidemie gab. Ab 1805 entstanden Neuansiedlungen um die alte Dorfstelle, z. B. Knorraua und Pschagon. Wichtige Daten aus der neueren Dorfgeschichte sind der Neubau der Kirche 1896, Pflasterung der Dorfstraße 1897, Gründung der Freiwilligen Feuerwehr 1946 und die Inbetriebnahme des Sportlerheims Knusperhäuschen im Jahr 1963.
13 Jahre nach der Abbaggerung gründeten ehemalige Einwohner des Ortes 1998 einen Heimatverein. Der Verein kaufte im Jahr 2001 von der LMBV eine Fläche auf dem Areal der ehemaligen Ortslage und schufen dort eine Erinnerungsstätte. Jährlich feiern die ehemaligen Dorfbewohner dort ihr Steinfest.
Im Jahr 1880 lebten nach Dr. Ernst Mucke 635 Sorben im Dorf. 76 Jahre später erfasste Dr. Ernst Tschernik noch 28 Personen mit sorbischen Sprachkenntnissen.

## Infrastruktur
Im Dorf gab es eine Bäckerei, einen Kaufladen und eine Schule.

### Gebäude
Groß Buckow war bereits seit dem Mittelalter ein Kirchdorf. Die Dörfer Klein Buckow und Byhlow waren dort eingepfarrt. Anstelle der alten Feldsteinkirche aus dem Mittelalter wurde von 1894 bis 1896 eine neue Kirche gebaut. Sie gehörte zu den Wahrzeichen Groß Buckows. Die neue Kirche fasste rund 600 Plätze und war mit einer Orgel der Firma Sauer ausgestattet.